# Венсан Перес
Венса́н Пере́с (фр. Vincent Perez) — франкомовний швейцарський актор, режисер, сценарист та кінопродуцент.

## Біографія
Венсан Перес народився у Швейцарії. Його мати — німкеня, а батько — іспанець. Його батько був актором і прагнув, аби син пішов його дорогою, але Венсан вирішив покинути Швейцарію у вісімнадцять років, щоб розпочати акторську кар'єру. Спочатку він вчився у Женеві, а згодом продовжив свої студії у Паризькій консерваторії у Парижі. Перед тим як стати актором кіно, він був актором театру.

## Фільмографія
| Рік  | Фільм                                                                            | Роль                 | Примітки |
| ---- | -------------------------------------------------------------------------------- | -------------------- | --- |
| 1986 | Gardien de l (Нічний охоронець)                                                  | Арман                | |
| 1987 | Hôtel de France (Отель де Франс)                                                 | Серж                 | |
| 1988 | La maison de jade (Будинок Джейд)                                                | Бернар Ґрец          | |
| 1990 | Cyrano de Bergerac (Сірано де Бержерак)                                          | Крістіан де Нойвеліт | «Сезар» Номінований як найбільш обіцяючий актор (Meilleur espoir masculin)                                                                                     |
| 1990 | Il viaggio di Capitan Fracassa (Подорож капітана Фракасса)                       | Барон де Сіґоняк     | |
| 1991 | La neige et le feu (Сніг і вогонь)                                               | Жак Сенечаль         | |
| 1992 | ' (Попіл Золота)                                                                 |                      | |
| 1992 | Indochine (Індокитай)                                                            | Жан-Баптист          | |
| 1992 | L'échange (Обмін)                                                                |                      | Золота пальмова гілка Каннського кінофестивалю Номінований за найкращий короткометражний фільм Короткометражний фільм за сценарієм та режисурою Венсана Переса |
| 1993 | Fanfan (Фанфан)                                                                  | Александр            | |
| 1994 | La Reine Margot (Королева Марго)                                                 | Ла Моль              | |
| 1995 | Al di là delle nuvole (Поза хмарами)                                             | Ніколо               | |
| 1996 | Ligne de vie (Лінія життя)                                                       | Філіп                | |
| 1996 | «Ворон: Місто янголів»                                                           | Еш Корвен            | |
| 1997 | Swept from the Sea (Віднесені морем)                                             | Янко Ґураль          | |
| 1997 | Le bossu (Горбань)                                                               | Дюк Неверський       | Кінопремія «Сезар» Номінований за найкращу чоловічу роль другого плану (Meilleur second rôle masculin) Cabourg Romantic Film Festival Award for Best Actor     |
| 1998 | Ceux qui m'aiment prendront le train (Ті, хто мене любить, поїдуть потягом)      | Вівіан               | Кінопремія «Сезар» номінований на найкращого актора другого плану (Meilleur second rôle masculin)                                                              |
| 1998 | The Treat (Насолода)                                                             | П'єр                 | |
| 1998 | Talk of Angels (Розмова янголів)                                                 | Франсіско Ареагава   | |
| 1998 | Shot Through the Heart (Снайпери)                                                | Славко Станич        | |
| 1999 | Le temps retrouvé, d'après l'oeuvre de Marcel Proust (У пошуках втраченого часу) | Морель               | |
| 1999 | Rien à dire (Нічого сказати)                                                     |                      | Золота пальмова гілка Каннського кінофестивалю Номінований за найкращий короткометражний фільм Short directed by Vincent Perez                                 |
| 2000 | Épouse-moi (Виходь за мене)                                                      | Адрієн Рош           | |
| 2000 | Le Libertin (Розпусник)                                                          | Дені Дідро           | |
| 2000 | I Dreamed of Africa (Я мріяв про Африку)                                         | Паоло Ґалман         | |
| 2001 | Les morsures de l'aube (Укуси світанку)                                          | молодий актор        | |
| 2001 | Bride of the Wind Наречена вітру                                                 | Оскар Кокошка        | |
| 2002 | Queen of the Damned(Королева проклятих)                                          | Маріус де Романус    | |
| 2002 | Peau d'ange (Шагрень)                                                            |                      | Гран-прі монреальського кінофестивалю за фільм за сценарієм та режисурою Венсана Переса                                                                        |
| 2003 | Le pharmacien de garde (Черговий аптекар)                                        | Ян Лазаррек          | |
| 2003 | La felicità non costa niente (Щастя нічого не коштує)                            | Франческо            | |
| 2003 | Fanfan la Tulipe (Фанфан Тюльпан)                                                | Фанфан Тюльпан       | |
| 2003 | Je reste! (Я лишаюся!)                                                           | Бертран Дельпір      | |
| 2004 | Bienvenue en Suisse (Ласкаво просимо до Швейцарії)                               | Алоїз Кушепен        | |
| 2004 | Nouvelle-France (Нова Франція)                                                   | Стюарт ле Біжо       | |
| 2007 | Kod apokalipsisa (Код апокаліпсису)                                              | Луї                  | MTV (Росія)номінація за найкращий бій з Анастасією Заворотнюк Credited as Vensan Peres                                                                         |
| 2007 | Arn — Tempelriddaren (Арн: Лицар-тамплієр)                                       | Брат Жільбер         | |
| 2007 | Si j'étais toi (Я був тобою)                                                     |                      | Продюсер та режисер Венсан Перес |
| 2009 | Demain dès l'aube (Завтра на світанку)                                           | Матьє                | |
| 2010 | Inhale (Вдих)                                                                    | доктор Мартінес      | |
| 2010 | Bruc (Брук)                                                                      | Maraval              | |
| 2010 | The Last Warrior (Останній воїн)                                                 |                      | |
| 2017 | Based on a True Story (Засновано на реальних подіях)                             |                      | |
| 2019 | The Aeronauts (Аеронавти)                                                        | П’єр Рен             | |